# Heros severus
Espèce
Le Severus (Heros severus) est un poisson de la famille des cichlidés. Originaire d'Amérique du Sud, c'est un poisson que l'on peut élever en aquarium.

## Description de l'espèce

### Morphologie
C'est un cichlidé de grande taille, mesurant au maximum 20 cm pour les mâles adultes (un peu moins pour les femelles)en aquarium. Les poissons adultes ont le corps haut et plat, tandis que la coloration dominante de base est plutôt jaune. Selon l'humeur du poisson, on peut observer huit bandes transversales sur les flancs, qui seront plus ou moins marquées. L'œil est d'un rouge d'autant plus vif que le poisson domine. La partie inférieure du corps est mouchetée de taches rouges. La seule différence de robe entre mâle et femelle est la présence de mouchetures rouge-brun sur la partie inférieure de la tête, chez les mâles seulement.
Il existe en élevage plusieurs variétés colorées.

### Reproduction
Le Severus est un incubateur buccal larvophile, au même titre que certains poissons du genre Bujurquina et Aequidens (chez les Cichlidae). Les parents collent le frai sur un substrat solide et s'en occupent. À partir de l'éclosion, l'incubation buccale commence.
Les jeunes ont une coloration de base plutôt verdâtre, qui évolue vers le jaune par la suite.
Ces poissons peuvent vivre plus de 8 ans.

### Habitat d'origine
Ce poisson se retrouve dans les eaux du Rio Negro supérieur et de l'Orénoque supérieur et moyen (Venezuela), jusqu'au Nord du Brésil.

## Maintenance en captivité
| Origine         | Venezuela, Brésil | Eau           | Eau douce     |
| Dureté de l'eau | 1 à 10 °GH        | pH            | 5,5 à 7,5     |
| Température     | 24 à 28 °C        | Volume mini.  |               |
| Alimentation    | Carnivore         | Taille adulte | environ 25 cm |
| Reproduction    | Ovipare           | Zone occupée  |               |
| Sociabilité     | Paisible          | Difficulté    |               |

En accord avec la taille du Severus, il faut un aquarium spacieux. Comme pour les autres grands cichlidés, le décor sera fait de sable grossier, racines, pierres plates, le tout installé de manière à délimiter des territoires, les poissons non appariés étant peu tendres entre eux. Les plantes sont à rajouter sous conditions, elles doivent être solides, et l'aquarium doit être suffisamment grand, sans quoi, elles seront arrachées. Malgré sa taille le Severus est un poisson calme et paisible, qui le plus souvent, ne posera pas de problèmes vis-à-vis des autres pensionnaires, si ceux-ci sont de grande taille aussi. Il faut privilégier une eau douce et acide pour ce poisson, la plus proche de son milieu naturel, mais les poissons d'élevage sont aujourd'hui robustes, et donc plus tolérants.
À cause de leur grande taille, les poissons auront besoin d'une nourriture en quantité, composée de poissons maigres, de crevettes, de moules…
Pour permettre la reproduction en aquarium il faut se rapprocher le plus possible des paramètres physico-chimiques du milieu naturel pour la reproduction.